# The Scene (mini-série)
 (décembre 2018).
The Scene est une mini-série créée par Jun Group Entertainment. Cette série cible les utilisateurs du peer-to-peer (P2P), à la fois dans sa distribution, son sujet et son style.
La série est financée par le biais de contrats de sponsoring et publiée gratuitement sur le web ainsi que sur les réseaux P2P sous licence Creative Commons.

## Saison 1
L'histoire est centrée sur Drosan (Brian Sandro), membre d'un groupe Warez fictif appelé CPX. Drosan se retrouve contraint par les circonstances de vendre des copies pré-commerciales de films à la mafia asiatique.
Chaque épisode est filmé comme une combinaison d'une webcam montrant l'un des acteurs superposé sur son bureau d'ordinateur, affichant ses logiciels d'e-mail, d'Internet Relay Chat (IRC) et de messagerie instantanée. La plupart de l'action se déroule à l'écran de l'ordinateur.
Distribution
- Joe Testa : Drosan (Brian Sandro) - Connu sous le pseudonyme "Drosan", Brian est le chef de CPX, l'un des groupes warez les plus puissants  dans The Scene. Brian a développé sa réputation en attirant des fournisseurs de contenu, en établissant un réseau de relations et en maintenant une sécurité hermétique pour le groupe.
- Trice Mesure : melissbliss04 (Melissa) - Sortir avec Brian Sandro demande de la patience, mais même les nombreuses objections soulevées par Melissa ne peuvent arrêter les secrets de son petit ami et ses nuits passées devant son ordinateur.
- Laura Minarich : danaburke123 (Dana Burke) - Une autre femme avec laquelle Brian entretient une relation. Dana finira par rencontrer Melissa, ce qui compliquera encore davantage la vie de Brian.
- Dinarte Freitas : coda - C0da est le courrier. Son travail consiste à rassembler les fichiers encodés du groupe et à les distribuer à leurs affiliés. Paranoïaque et rabat-joie, C0da est fier de ne pas être américain. Les membres de CPX pensent qu'il est originaire de Norvège.
- Noé Rothman : slipknot (Johannes) - Slip est responsable des affiliations. Il crée des relations avec d'autres groupes, élargissant les distributions de CPX et augmentant la renommée du groupe. Clairement introverti (même sur les réseaux sociaux), Slip force le respect de ses pairs, même avec ceux avec qui il est en désaccord.
- Jill Howell : trooper (Jodi) - Une des meilleures sources de CPX. Trooper travaille dans une usine de pressage de DVD à Los Angeles, ce qui lui donne accès à beaucoup de nouveauté. En retour, CPX donne à Trooper un accès à des serveurs Topsites contenant des téraoctets de matériel piraté. C'est un mariage de convenance, et aucune des deux parties ne sait combien de temps cela va durer.
- Curt Rosloff : teflon (Ed Koenig) - Tef est le numéro deux de CPX. Il est responsable des opérations du groupe et de l'acquisition de sources. C'est le plus proche ami de Brian. Bien que personne ne connaisse son âge (car aucun des membres de CPX ne s'est jamais rencontré en personne), Tef est considéré par le groupe comme "le vieux".
- Nick Blanc : pyr0 (David) - Pyr0 est l'encodeur du groupe. Il est responsable de la création des fichiers vidéo de qualité DVD qui seront copiés des millions de fois à travers le monde entier sur les sites de partage. Pyr0 parle beaucoup et s'emporte facilement, mais son comportement enfantin cache une expertise technique très affûtée.
- Luckychi2203 - Un contact de Brian qui vit probablement quelque part en Asie, LuckyChi est le point d'entrée d'un réseau mafieux qui vend des copies pirates de DVD et de CD. Bien que la vente de produits piratés soit généralement considérée comme inacceptable pour la plupart des Sceners, Brian se trouve malgré lui de plus en plus tenté par cette perspective.

Musique
| Épisode | Artiste                                                                    |
| 01      | Magi                                                                       |
| 02      | The Silk Demise                                                            |
| 03      | Endless Blue                                                               |
| 04      | Ikarus                                                                     |
| 05      | Togetha Brotha Soundsystem                                                 |
| 06      | Sunburn                                                                    |
| 07      | Spirograph et Hypnotic Melody                                              |
| 08      | Kmotiv                                                                     |
| 09      | « Temple City »(Archive.org • Wikiwix • Archive.is • Google • Que faire ?) |
| 10      | Lendi Vexer                                                                |
| 11      | Glideascope                                                                |
| 12      | M                                                                          |
| 13      | David Cooper                                                               |
| 14      | Planet Bliss                                                               |
| 15      | Sort of Expression                                                         |
| 16      | Ephemerid                                                                  |
| 17      | (épisode spécial)                                                          |
| 18      | Mezzanizm et Sal Boca                                                      |
| 19      | Beauty's Confusion                                                         |
| 20      | Gilo et DJ Drunken Munkee                                                  |

## Saison 2
The Scene continue avec une deuxième saison. Au lieu de se concentrer sur la culture warez, cette nouvelle saison aborde le commerce en ligne illicite des armes. En effet, le réalisateur de la série estime que le scénario de la saison 1 est terminé. La cadence de production de la série passe d'un épisode mensuel pour la saison 1 à des épisodes hebdomadaires beaucoup plus courts pour cette saison.
Distribution
- Samantha Turvill : sng330 aka Houdini6 aka Lukai (Danika Li)
- (Katerina Li)

Musique
| Épisode     | Artiste            |
| 2.0 - 2.3   | Black Era          |
| 2.4 - 2.8   | Christophe-E       |
| 2.9 - 2.11  | Cling              |
| 2.12 - 2.15 | Designerthumbs     |
| 2.16 - 2.18 | Ital Roots Players |
| 2.19        | Cling              |

## Parodie
Proche de la version initiale de The Scene, un spin-off parodique appelé The Scene est distribué sur Internet. Il imite le format de la série d'origine et critique ouvertement ses supposés liens avec des groupes anti-piratage (et son parrainage par Sony), en se moquant de son approche amateur en qualifiant les pirates de script kiddies. The Scene propose un format dynamique, contrairement à la présentation statique de The Scene qui se limite à montrer un écran d'ordinateur avec une petite fenêtre vidéo et quelques fenêtres de messagerie instantanée.
Le premier épisode de la deuxième saison de la série parodique a été diffusé le 1er novembre 2006. Le concept et l'histoire de cette deuxième saison diffèrent de la saison 2 de The Scene.

### Distribution
- Hydrosan
- Jordan : T3hSuppl13r
- Matt Jakubowski (Jaku) : Agent Gryphun Symthe
- LordDusty : Agent Fitzgerald aka babygurl123